# Championnat d'Inde de football 2006-2007
Navigation
Saison suivante Saison suivante
La saison 2006-2007 du Championnat d'Inde de football est la onzième édition du championnat national de première division indienne. Les dix meilleurs clubs du pays prennent part au championnat organisé par la fédération. Les équipes sont regroupées au sein d'une poule unique, où elles rencontrent leurs adversaires deux fois, à domicile et à l'extérieur. À l'issue du championnat, les deux derniers du classement sont relégués et remplacés par les deux meilleurs clubs de deuxième division.
C'est le club de Dempo SC qui remporte la compétition après avoir terminé en tête du classement final, avec cinq points d'avance sur JCT Mills et six sur le tenant du titre, Mahindra United. C'est le deuxième titre de champion d'Inde de l'histoire du club, après celui obtenu en 2005.

## Les clubs participants
| - JCT Mills - Kingfisher East Bengal - Churchill Brothers SC - Promu de D2 - Hindustan Aeronautics Limited SC - Promu de D2 - Sporting Clube do Goa | - Mohammedan SC - Dempo SC - Mahindra United - Mohun Bagan - Air India Club |

## Compétition
Le classement est établi sur le barème de points classique (victoire à 3 points, match nul à 1, défaite à 0).

### Classement
| Rang | Équipe                             | Pts | J  | G  | N | P  | Bp | Bc | Diff |
| ---- | ---------------------------------- | --- | -- | -- | - | -- | -- | -- | ---- |
| 1    | Dempo SC                           | 36  | 18 | 11 | 3 | 4  | 37 | 21 | +16  |
| 2    | JCT Mills                          | 31  | 18 | 9  | 4 | 5  | 31 | 19 | +12  |
| 3    | Mahindra United T                  | 30  | 18 | 8  | 6 | 4  | 29 | 14 | +15  |
| 4    | Churchill Brothers SC P            | 29  | 18 | 7  | 8 | 3  | 30 | 23 | +7   |
| 5    | Kingfisher East Bengal C           | 26  | 18 | 7  | 5 | 6  | 29 | 29 | 0    |
| 6    | Sporting Clube do Goa              | 25  | 18 | 6  | 7 | 5  | 23 | 19 | +4   |
| 7    | Air India Club                     | 21  | 18 | 4  | 9 | 5  | 20 | 23 | -3   |
| 8    | Mohun Bagan                        | 21  | 18 | 5  | 6 | 7  | 15 | 21 | -6   |
| 9    | Mohammedan SC                      | 12  | 18 | 2  | 6 | 10 | 17 | 42 | -25  |
| 10   | Hindustan Aeronautics Limited SC P | 10  | 18 | 2  | 4 | 12 | 12 | 32 | -20  |

|  | Qualification pour la Coupe de l'AFC 2008                                        |
|  | Relégation directe en deuxième division                                          |
|  | T: Tenant du titre P: Promu de deuxième division C: Vainqueur de la Coupe d'Inde |

## Bilan de la saison
| Championnat d'Inde de football 2006-2007                        |                                  |
| Champion                                                        | Dempo SC (2e titre)              |
| Coupes et trophées                                              |                                  |
| Vainqueur de la Coupe d'Inde 2006-2007                          | Kingfisher East Bengal           |
| Qualifications continentales                                    |                                  |
| Coupe de l'AFC 2008                                             | Dempo SC                         |
| Coupe de l'AFC 2008                                             | Kingfisher East Bengal           |
| Promotions et relégations                                       |                                  |
| Promus en Championnat d'Inde de football                        | Viva Kerela                      |
| Promus en Championnat d'Inde de football                        | Salgaocar SC                     |
| Relégués en Championnat d'Inde de football de deuxième division | Mohammedan SC                    |
| Relégués en Championnat d'Inde de football de deuxième division | Hindustan Aeronautics Limited SC |